# Liste der Stolpersteine in Noardeast-Fryslân

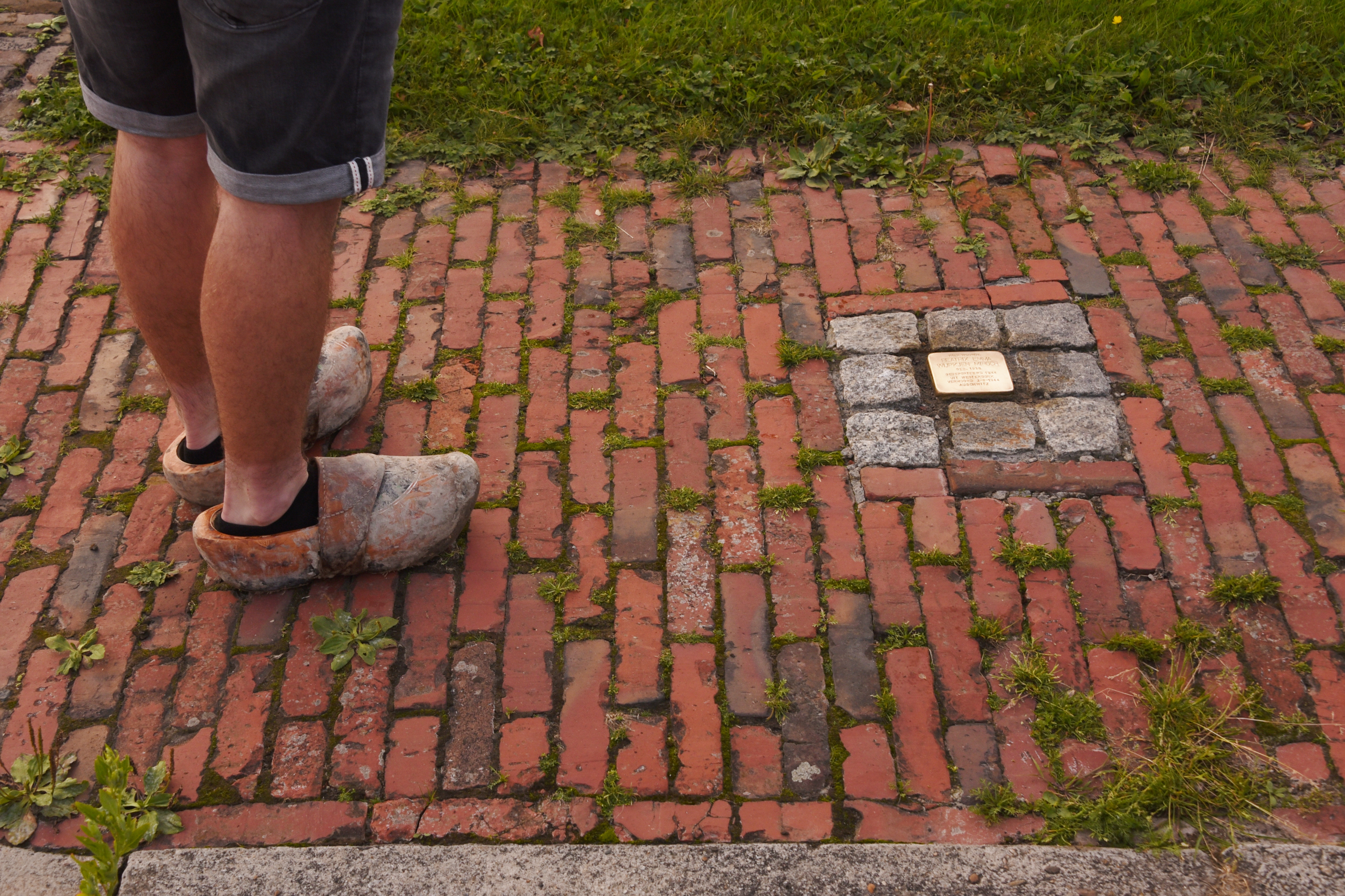
Stolperstein in Holwert

Die Liste der Stolpersteine in Noardeast-Fryslân umfasst die Stolpersteine von Noardeast-Fryslân, einer Gemeinde in der Provinz Fryslân. Stolpersteine werden vom Kölner Künstler Gunter Demnig in weiten Teilen Europas verlegt. Sie erinnern an das Schicksal der Menschen, die von den Nationalsozialisten ermordet, deportiert, vertrieben oder in den Suizid getrieben wurden und liegen im Regelfall vor dem letzten selbstgewählten Wohnsitz des Opfers.
Der erste Stolperstein dieser Gemeinde wurde am 8. Oktober 2018 vom Künstler persönlich verlegt. Er ist Beatrix Mirosch gewidmet, einem fünfjährigen Mädchen, welches nach Auschwitz deportiert und dort in einer Gaskammer ermordet wurde.

## Verlegte Stolpersteine

### Dokkum
In Dokkum wurde ein Stolperstein verlegt.
| Stolperstein | Übersetzung | Verlegort            | Name, Leben |
| ------------ | --- | -------------------- | --- |
|              | HIER WOHNTE JOSEF WILHELM BERNARD COHEN GEB. 1904 PREDIGER VERHAFTET 22.7.1941 DEPORTIERT DACHAU ERMORDET 4.5.1942 SCHLOSS HARTHEIM | Op de Fetze 2 Dokkum | Josef Wilhelm Bernard Cohen wurde am 30. Juni 1904 in Amsterdam geboren. Seine Eltern waren Barend Cohen und Elisabeth Polak, er hatte keine Geschwister. Sein Vater war arbeitslos und starb 1908, seine Mutter zog ihn alleine groß. Cohen schloss sich in seiner Jugendzeit diversen Jugendbewegungen an, so den Nederlandse Bond van Abstinent Studerenden, dem Jongelieden Geheelonthouders Bond und der Praktisch-Idealisten-Associatie (PIA). In letzterer lernte er auch seine spätere Ehefrau, Albertine Wilhelmina Stuurman, kennen. Das Gymnasium schloss er erstmal nicht sofort ab, er begann eine Lehre als Verkäufer in einer Buchhandlung in Amsterdam. Nachdem es nicht das war, was er wollte, ging er an das Christelijk Gymnasium Utrecht, hier entwickelte er sein Interesse am Christentum und er konvertierte. Im Jahr 1925 begann er ein Theologie-Studium in Utrecht und er wurde Mitglied des Unitas Studiosorum Rheno-Traiectina. Nach dem Abschluss seines Studiums wurde er 1930 Geistlicher in der Niederländisch-reformierten Kirche, wenige Monate später, im Jahr 1931, heiratete er. Das Paar bekam drei Kinder: GuidoBalder (1932), Orpheus (1934) und Theseus Origines (1938). Bereits bei der Amtseinführung des neuen Bürgermeisters von Havelte 1931 wurde Josef Cohens pazifistische Einstellung deutlich. Eine Predigt von 1935 führte zu einer 14-tägigen Haft. Er hatte sich auch für Kriegsdienstverweigerung und gegen den Krieg ausgesprochen. Nach seiner Freilassung predigte er weiterhin gegen den Krieg, ein Buch, welches eine seiner Predigten enthielt, wurde kurzzeitig beschlagnahmt. Er predigte weiterhin gegen den Krieg, auch nach dem Einmarsch der Deutschen. Nach einer Predigt im Mai 1941 wurde er vom Sicherheitsdienst des Reichsführers SS (SD) verhört, wurde aber nicht verhaftet. Nach einer weiteren Predigt im Juni desselben Jahres wurde er verraten. Seinen Verräter soll er in der Predigt erwähnt haben, als gerade anwesend, versteckt hinter einer Säule und das dieser ihn ausliefern würde. Verraten hatte ihn der Direktor der Gaswerke, Mitglied der NSB. Am 22. Juli 1941 kam der SD zum Pfarrhaus um Cohen zu verhaften, dieser befand sich aber bei einem Treffen in einem Nachbardorf. Seine Frau versuchte ihn zu warnen, fuhr mit einem Fahrrad hin, kam aber zu spät. Josef Cohen wurde zuerst im Gefängnis von Leeuwarden inhaftiert und dann in das KZ Dachau deportiert, wo er Zwangsarbeit verrichten. Im Ia 1942 wurde er in das Schloss Hartheim überstellt. Josef Wilhelm Bernhard Cohen wurde dort am 4. Mai 1942 ermordet. Seine Familie erhielt die Mitteilung, dass der Ehemann und Vater am 23. Mai 1942 an einer Lungenentzündung in Dachau gestorben wäre. Die Witwe, Albertine (Tine) Cohen versteckte kurzzeitig ein jüdisches Mädchen im Pfarrhaus, später übernachteten immer wieder Mitglieder eine Widerstandsgruppe im Haus. |

### Holwert
In Holwert wurde ein Stolperstein verlegt.
| Stolperstein | Übersetzung                                                                                                   | Verlegort          | Name, Leben |
| ------------ | --- | ------------------ | --- |
|              | HIER WOHNTE BEATRIX EMMA WIJPKJEN MIROCH GEB. 1938 DEPORTIERT 1944 AUS WESTERBORK ERMORDET 2.8.1944 AUSCHWITZ | Aylvawal 7 Holwert | Beatrix Emma Wijpkjen Miroch wurde am 5. Februar 1944 in Holwert geboren. Sie stammte aus einer Roma-Familie und hatte drei weitere Schwestern und vier Brüder. Sie wurde zusammen mit ihren Eltern, ihren Schwestern und einer 2-jährigen Nichte festgenommen. Miroch wurde zuerst in das Durchgangslager Westerbork deportiert und von dort in das Vernichtungslager Auschwitz überstellt. Beatrix Emma Wijpkjen Miroch wurde dort am 2. August 1944 ermordet. Ihre Eltern, ihre Schwestern und ihre Nichte wurden ebenfalls ermordet. |

## Verlegedaten
- 8. Oktober 2018: Holwert[2]
- 14. April 2022: Dokkum[3]